# Ayele Mekonnen
Ayele Mekonnen (nascido em 12 de dezembro de 1957) é um ex-ciclista etiopiano.
Competiu nos Jogos Olímpicos de 1980, realizados na cidade de Moscou, União Soviética, onde terminou em 23º no contrarrelógio por equipes (100 km).